# Merops
Merops är ett fågelsläkte i familjen biätare inom ordningen praktfåglar. Släktet omfattar 28 arter som förekommer i stora delar av världen utom Nord- och Sydamerika samt Antarktis, med flest arter i Afrika.
- Svarthuvad biätare (M. breweri)
- Vitpannad biätare (M. bullockoides)
- Rödstrupig biätare (M. bulocki)
- Somaliabiätare (M. revoilii)
- Miombobiätare (M. boehmi)
- Svart biätare (M. gularis)
- Blåhuvad biätare (M. muelleri)
- Mustaschbiätare (M. mentalis)
- Blåkragad biätare (M. variegatus)
- Dvärgbiätare (M. pusillus)
- Svalstjärtad biätare (M. hirundineus)
- Etiopienbiätare (M. lafresnayii)
- Bergbiätare (M. oreobates)
- Vitstrupig biätare (M. albicollis)
- Rosenbiätare (M. malimbicus)
- Nordlig karminbiätare (M. nubicus)
- Sydlig karminbiätare (M. nubicoides)
- Rosthuvad biätare (M. leschenaulti)
- Blåstrupig biätare (M. viridis)
- Filippinbiätare (M. americanus)
- Sahelbiätare (Merops viridissimus)
- Arabisk biätare (Merops cyanophrys)
- Orientbiätare (Merops orientalis) – inkluderade tidigare viridissimus och cyanophrys, under namnet grön dvärgbiätare
- Biätare (M. apiaster)
- Regnbågsbiätare (M. ornatus)
- Blåstjärtad biätare (M. philippinus)
- Olivbiätare (M. superciliosus)
- Grön biätare (M. persicus)